# دينا بيلانجر
دينا بيلانجر هي راهبة وعازفة بيانو كندية، ولدت في 30 أبريل 1897 في مدينة كيبك في كندا، وتوفيت في 4 سبتمبر 1929 في Sillery, Marne ‏ في فرنسا بسبب سل.